# Normanton Airport
Normanton Airport är en flygplats i Australien. Den ligger i kommunen Carpentaria och delstaten Queensland, omkring 1 600 kilometer nordväst om delstatshuvudstaden Brisbane.
Trakten runt Normanton Airport är nära nog obefolkad, med mindre än två invånare per kvadratkilometer.. Närmaste större samhälle är Normanton, nära Normanton Airport. 
Omgivningarna runt Normanton Airport är huvudsakligen savann. Genomsnittlig årsnederbörd är 956 millimeter. Den regnigaste månaden är januari, med i genomsnitt 263 mm nederbörd, och den torraste är augusti, med 1 mm nederbörd.